# جائزة ماليزيا الكبرى للدراجات النارية 2005
جائزة ماليزيا الكبرى للدراجات النارية 2005 هو سباق دراجات نارية أقيم بتاريخ 25 سبتمبر 2005 في حلبة سيبانغ الدولية. كان الجولة الثالثة عشر من أصل 17 في سباق الجائزة الكبرى للدراجات النارية موسم 2005. فاز الإيطالي لوريس كابيروسي بفئة الموتو جي بي بينما جاء الإيطالي فالنتينو روسي في المركز الثاني وحصل على المركز الثالث الإسباني كارلوس تشيكا.

## وصلات خارجية
- الموقع الرسمي